# Lyxor Asset Management
Lyxor Asset Management è una società di gestione del risparmio francese con sede legale fino al 2022 all'interno delle "torri Société Générale", nel quartiere finanziario della Défense a Parigi. Dal 2022 fa parte di Amundi (Crédit Agricole).

## Storia
La società, creata nel 1998 all'interno del dipartimento Equity Derivatives di Société Générale Corporate and Investment Banking (SGCIB), è stata una sussidiaria controllata al 100% da Société Générale fino a quando non è stata acquisita nel gennaio 2022 da Amundi, controllata da Crédit Agricole. Dalla fine del 2023, il marchio Lyxor è  scomparso dal mercato e i fondi esistenti sono stati rinominati con il marchio Amundi.
Lyxor operava primariamente sul mercato europeo ma era presente anche in Asia, Stati Uniti, Canada, Australia, Sud Africa e Medio Oriente. A dicembre 2010 l'ammontare dei patrimoni gestiti da Lyxor era pari a € 96,2 miliardi, suddivisi tra quattro aree di attività: tracker fund (Fondi indicizzati & ETF), Investimenti alternativi, fondi strutturati e fondi a rendimento assoluto.
Lyxor aveva 500 dipendenti ed era tra i maggiori operatori nelle sue aree di attività.
La società era presente nella piazza finanziaria di Milano con alcuni prodotti quotati sull'indice ETF Plus della Borsa Italiana.